# Tell Sinan
Tell Sinan, cũng được kết xuất là Tel / Tall / Tal Sinan, (tiếng tiếng Thổ Nhĩ Kỳ: Tel Sinan,  tiếng Ả Rập: تل سنان, đã Latinh hoá: Tall Sīnān) là một ngôi làng Syria nằm trong phó huyện Salamiyah thuộc huyện Salamiyah. Theo Cục Thống kê Trung ương Syria (CBS), Tell Sinan có dân số 1.061 người trong cuộc điều tra dân số năm 2004. Cư dân của nó chủ yếu là người Circassia và người dân tộc Thổ Nhĩ Kỳ.